# Limboski
Limboski (właśc. Michał Limboski, wcześniej Michał Augustyniak; ur. w Wałczu) – polski piosenkarz, gitarzysta, autor tekstów, producent muzyczny dwukrotnie nominowany do Fryderyków. Członek Akademii Fonograficznej ZPAV,Wykładowca w instytucie BIMM w Berlinie.

## Kariera
Tylko przez pół roku chodził do szkoły muzycznej w Pile, którą porzucił, chcąc grać bluesa. Studiował teatrologię i gitarę jazzową. W 2011 r. wystąpił wraz z zespołem w programie telewizyjnym Must Be the Music. Tylko muzyka, w jego drugiej edycji, dochodząc do półfinału. W 2018 r. wystąpił na trasie Męskiego Grania. Artysta skomponował muzykę do filmu animowanego Ewy Borysewicz pt. „Do serca twego”. Płyta pt. Ucieczka Saula to owoc dwuletniego pobytu artysty w Berlinie.

## Dyskografia

### Albumy studyjne
| Rok  | Dane dot. albumu | Najwyższa pozycja na liście | Certyfikat | Sprzedaż |
| Rok  | Dane dot. albumu | POL                         | Certyfikat | Sprzedaż |
| ---- | --- | --------------------------- | ---------- | -------- |
| 2009 | Farewell Devil (EP) - Wydany: 7 lipca 2009 - Wytwórnia: wydanie własne - Format: cyfrowy (digital download, streaming)                                            |                             |            |          |
| 2010 | Cafe Brumba - Wydany: 25 czerwca 2010 - Wytwórnia: Luna Music - Format: CD, cyfrowy (digital download, streaming)                                                 |                             |            |          |
| 2011 | Tribute to Georgie Buck - Wydany: 24 lipca 2011 - Wytwórnia: wydanie własne (Limboski)[1] - Format: cyfrowy (digital download, streaming)                         |                             |            |          |
| 2012 | Bonus Tracks from Tribute to Georgie Buck Session - Wydany: 29 lutego 2012 - Wytwórnia: wydanie własne (Limboski) - Format: cyfrowy (digital download, streaming) |                             |            |          |
| 2014 | Verba Volant - Wydany: 22 lutego 2014 - Wytwórnia: Karrot Kommando - Format: CD, cyfrowy (digital download, streaming)                                            |                             |            |          |
| 2016 | One Man Madness - Wydany: 21 czerwca 2016 - Wytwórnia: Obuh Records - Format: CD, cyfrowy (digital download, streaming)                                           |                             |            |          |
| 2018 | Poliamoria - Wydany: 20 kwietnia 2018 - Wytwórnia: Sony Music Entertainment - Format: CD, cyfrowy (digital download, streaming)                                   |                             |            |          |
| 2019 | Ucieczka Saula - Wydany: 25 października 2019 - Wytwórnia: Agencja Muzyczna Polskiego Radia - Format: CD, cyfrowy (digital download, streaming)                   |                             |            |          |
| 2025 | Wieloryb - Wydany: 16 maja 2025 - Wytwórnia: Agencja Muzyczna Polskiego Radia / Michał Limboski - Format: CD, Winyl, cyfrowy (digital download, streaming)        |                             |            |          |

### Albumy kompilacyjne
| Rok  | Dane dot. albumu | Najwyższa pozycja na liście | Certyfikat | Sprzedaż |
| Rok  | Dane dot. albumu | POL                         | Certyfikat | Sprzedaż |
| ---- | --- | --------------------------- | ---------- | -------- |
| 2016 | W trawie. I inne jeszcze młode - Wydany: 21 października 2016 - Wydawca: Sony Music Entertainment - Format: CD, cyfrowy (digital download, streaming) |                             |            |          |

### Kompilacje różnych wykonawców
| Rok  | Dane dot. albumu                                                                                    | Najwyższa pozycja na liście |
| Rok  | Dane dot. albumu                                                                                    | POL                         |
| ---- | --------------------------------------------------------------------------------------------------- | --------------------------- |
| 2011 | Antologia polskiego bluesa cz.3 - Data: 29 sierpnia 2011 - Wydawca: 4everMUSIC                      |                             |
| 2017 | Martyna Wojciechowska: W drodze vol.3 - Data: 3 marca 2017 - Wydawca: Sony Music Entertainment      |                             |
| 2018 | Conrad inspiruje młodych - Data: 19 stycznia 2018 - Wydawca: Audio Project, Politechnika Warszawska |                             |

### Single
- 2010: Nie rozumiesz mnie, Piosenka dla mężatki
- 2014: Jezus był słaby, Syrenki, Ani ani
- 2016: W trawie, Cairo Fever, Berlin, La Bohème, Wesołe rozmowy z otchłanią, Mięta, Nie poddawaj się
- 2017: Ja nie boję się śmierci, Lato miłości
- 2018: Nie idź tam, Z fantazją, Czarne bramy
- 2019: Kino nocne, Na statku, Chwile, Matce Ziemi
- 2020: Odmrożeni (Limboski & Sosnowski)